# Jens Holgersen Ulfstand
 Der er flere personer med dette navn, se Jens Ulfstand.
Jens Holgersen Ulfstand (død 1523) var en dansk rigsråd og admiral.
Han havde fra 1486 Lindholm Slot i Skåne i forlening og fra 1510 Villands herred og Sølvesborg. Ulfstand blev statholder på Gotland og blev snart inderligt afskyet af befolkningen på øen på grund af tunge skatter og afgifter. I 1505 blev Ulfstand rigsråd, og under kong Hans' felttog mod Sverige blev han kommanderende til søs og hærgede den svenske kyst. I 1511 blev Ulfstand chef for den stærkt udvidede flåde, og om bord på sit admiralskib Engelen foretog han et voldsomt hærgningstogt mod den nordtyske kyst og mod Öland. Den 9. august 1511 blev han involveret i et søslag med den lybske flåde syd for Bornholm, der sluttede uafgjort. I Skåne arvede Jens Holgersen Ulfstand Glimminge efter sin far og lod 1499-1512 opføre borgen Glimmingehus.